# San Bautista
San Bautista es una ciudad uruguaya del departamento de Canelones.
uruguaya ubicada en el departamento de Canelones, en la intersección de las rutas 6 y 81, cerca de las ciudades de Castellanos, San Antonio, Santa Rosa, Sauce, San Ramón y San Jacinto, junto con las cuales forma la pequeña región denominada «El Santoral», debido a que el nombre de cada una de ellas hace alusión a algún santo. Se encuentra a 62 km de Montevideo (capital de Uruguay) por la ruta 6 y a 30 km de Canelones (capital departamental) por la ruta 6 y 11.

## Población
Según el censo de 2023 la ciudad contaba con una población de 2 163 habitantes.
| 4 051         | 1 750 | 1 454 | 1 555 | 1 685 | 1 880 | 1 973 | 2 163 |
| (Fuente: INE) |       |       |       |       |       |       |       |

## Economía
La economía de la ciudad se basa en la avicultura, (con importancia a nivel nacional en este rubro y con la presencia de grandes empresas como las avícolas "La Cabaña", "El Poyote", "San Isidro", "Valle Alegre" y "El Zorzal"), siendo un fuerte exponente nacional de la producción de aves faenadas así como también de raciones de diversos tipos. Ello implica la existencia de varios molinos y frigoríficos avícolas. También cuenta con producción agrícola (cereales, cultivos hortícolas, cultivos orgánicos) y ganadera (vacunos y ovinos).

## Transporte
La ciudad es un punto de intersección de dos rutas; la ruta departamental n.º 81, y la ruta nacional n.º 6 que la conecta con Montevideo. Las empresas Ucot Inter, Gabard, Turismar y Nuñez ofrecen servicios regulares diarios hacia las ciudades de San Ramón, Chamizo, Castellanos, Tala, San Jacinto, Santa Rosa, Sauce, Canelones y Montevideo con más de 15 frecuencias diarias en días laborales. También ofrece sus servicios la empresa de transporte «Gabard» que pasa por Florida, San Ramón, San Bautista, Santa Rosa, San Jacinto, Pando, Aeropuerto y Montevideo. En la ciudad está disponible un servicio de taxis y remises brindados por empresas locales.
Por otro lado, la empresa Zeballos Hnos. ofrece servicios diarios hacia las ciudades de San Antonio y Canelones con 4 o 5 frecuencias diarias dependiendo del día.

## Cultura
La ciudad ha contado con varios exponentes de la música y del arte, entre los cuales se destacan Richard Pérez, Don Besuso, los Acacanto, Ramón y Rosario, Samira Ayul y sus pinturas, obras de teatro dirigidas por Ernesto Martínez, los Hermanos Cosentino, los grupos de Carnaval de desfile de Castellanos y las orquestas Los Diablos y Latinos Tropicales (ambas de salsa); Constelación Xll (melódica) y Malebolge, Luz Negra, Trova, Ex y Gnosis (rock). También cuenta con centros de interacción de jóvenes, pubs y un club social. Se realizan Jornadas de Integración organizadas por el liceo local, Raids Federados y la «Fiesta del Pollo y la Gallina», entre otros eventos.
El fútbol es el principal deporte, en la localidad se encuentra el club Vida Nueva Fútbol Club (V.N.F.C). que cuenta con divisiones de Baby Fútbol, de categorías mayores y de fútbol femenino (V.N.F.F.).
Desde el año 2023, la Institución Atlética Potencia tiene escuelas de fútbol, hockey y boxeo en San Bautista.

## Personalidades
- Melitón Simois (1884-1964), poeta, periodista y político colorado
- Adrián Peña (1976 - ), empresario y político colorado
- Pablo Ruso Sehabiaga (1981 - ), veterinario, escritor de dos best-seller y columnista mediático